# Cassephyra albifrons
Cassephyra albifrons är en fjärilsart som beskrevs av W. Warren 1904. Cassephyra albifrons ingår i släktet Cassephyra och familjen mätare. Inga underarter finns listade i Catalogue of Life.